# Aeropuerto José Aponte de la Torre
El Aeropuerto José Aponte de la Torre (OACI: TJRV) es un aeropuerto de uso público, propiedad de Autoridad de los Puertos de Puerto Rico. Está situado a 3,7 km del centro de Ceiba, en Puerto Rico. 
El aeropuerto fue inaugurado en noviembre de 2008 en el sitio de la antigua Base Naval Roosevelt Roads, sustituyendo al Aeropuerto Diego Jiménez Torres (IATA: FAJ, OACI: TJFA) de Fajardo.

## Estadísticas
Ver fuente y consulta Wikidata.

## Aerolíneas y destinos
- Air Flamenco[2]
  - Culebra / Aeropuerto Benjamín Rivera Noriega
  - Vieques / Aeropuerto Antonio Rivera Rodríguez

- Isla Nena Air[3]
  - Culebra / Aeropuerto Benjamín Rivera Noriega
  - Vieques / Aeropuerto Antonio Rivera Rodríguez

- M&N Aviation[4]
  - Vuelos charters

- Vieques Air Link[5]
  - Vieques / Aeropuerto Antonio Rivera Rodríguez